# 蓋氏蜥形脂鯉
蓋氏蜥形脂鯉，又名盖斯勒氏蜥形脂鲤，中文俗名彩虹蜻蜓灯，以德国水族爱好者罗尔夫·盖斯勒（1925-2012）命名。為輻鰭魚綱脂鯉目脂鯉亞目脂鯉科的其中一個種。分布於南美洲马代拉河、奧里諾科河及内格罗河流域，體長可達5.5公分，棲息在底中層水域，生活習性不明。